# Gaston en Leo
Gaston en Leo was een Vlaams komisch duo dat bestond uit Gaston Berghmans en Leo Martin. Ze waren actief van 1972 tot 1992, een half jaar voordat Martin in 1993 aan een slepende ziekte overleed. Lange tijd waren ze de populairste komieken in Vlaanderen en verscheidene van hun sketches zijn klassiekers geworden.

## Geschiedenis

### Ontstaan
Gaston Berghmans was al enkele jaren conferencier en speelde in vele Vlaamse zalen toen hij in 1957 Leo Martin leerde kennen die toen als saxofonist en klarinettist in het orkest van Willy Rockin speelde. Begin jaren zestig, toen Leo de leiding over het orkest overnam, begon hij de concerten te verblijden met komische intermezzo's waarvoor hij met lokale artiesten samenwerkte, zo ook soms met Gaston in het Antwerpse. Al snel bleek dat de combinatie met Gaston veruit het beste werd gesmaakt en groeide deze uit tot een vaste waarde in de Ancienne Belgique, later nog uitgebreid met een jaarlijkse reeks zomeroptredens aan de kust, vooral in "Het Witte Paard" in Blankenberge. Voor de vele Britse toeristen aldaar, voerden ze hun sketches ook op in het Engels, wederom met succes.
Desalniettemin was er tegen het begin van de jaren zeventig steeds minder interesse in theaterrevues en grote orkesten, door de opkomst van de televisie. Gaston besloot zijn carrière op te bergen en een platenwinkel te openen. Niet veel later volgde Leo datzelfde voorbeeld en gaf hij zijn orkest uit handen, omdat hij naar eigen zeggen in schoonheid wilde eindigen. In 1972 werd Leo echter plots weer door Gaston benaderd om samen als volwaardig komisch duo te gaan optreden, zonder orkest. Beide sloten hun zaak en "Gaston en Leo" werd geboren. Van bij de start van deze constellatie, fungeerde Leo meestal als aangever van de grappen, terwijl Gaston een niet al te snugger typetje aannam.

### 1972-1988: Televisiewerk voor de BRT
Kort nadat ze waren gestart als komisch duo, vonden Gaston en Leo hun toegang tot de televisie. Ze mochten wekelijks enkele sketches spelen in de televisieshows van de toenmalige BRT-hoofdproducer Yvonne Verhelst. Op die manier groeide hun populariteit aanzienlijk, wat uiteindelijk tot eigen televisieshows leidde, waaronder de in 1980 uitgebrachte komische politiereeks De kolderbrigade, waarvoor ze samenwerkten met Romain Deconinck en Yvonne Delcour. Deze werd echter na één jaargang al stopgezet, op aangeven van Gaston, die niet tevreden was van het artistieke resultaat. Wat vanaf 1981 wél tot een vaste waarde uitgroeide, was hun jaarlijkse eindejaarshow die telkens boven de 2,5 miljoen kijkers haalde op oudejaarsavond. Verscheidene sketches uit het collectieve geheugen, zoals Restaurant De Gouden Leeuw en Joske Vermeulen, werden in deze shows voor het eerst opgevoerd.
Ondanks hun kijkcijfersucces, werden Gaston en Leo niet unaniem gesmaakt door de toenmalige BRT-directie. Veel meer dan vandaag de dag nog het geval is, had de openbare omroep toentertijd immers nog een opvoedkundige taak, die volgens sommigen niet verzoenbaar was met het doorlopend dialectisch taalgebruik van beide heren. Gaston en Leo volhardden echter, omdat dit hun sketches volkser maakte en bijgevolg in belangrijke mate bijdroeg aan hun populariteit.
In tussentijd bleven Gaston en Leo ook actief in het theater. Naast verscheidene zaalshows, maakten ze in 1976 ook een felgesmaakte revue rond Slisse & Cesar, een populair theaterstuk dat voordien al door Jos Gevers en Robert Marcel werd gebracht. In 1979 kwam hierop nog een vervolg.

### 1984-1988: Langspeelfilms
Tot voor 1982 hadden Gaston en Leo geen impresario en waren ze erg afhankelijk van de BRT. Daar kwam verandering in en ze werden opgepikt door René Vlaeyen, die ter ondersteuning van hun theatercarrière het productiehuis R.V. Productions oprichtte. Onder impuls van Vlaeyen werden er tussen 1984 en 1988 ook drie langspeelfilms rond hen uitgebracht. De eerste twee, Zware jongens en Paniekzaaiers, waren zeer succesvol. De laatste prent, Gaston en Leo in Hong Kong, werd minder gesmaakt.

### 1989-1992: Televisiewerk voor VTM
In 1988 kwam het even tot een breuk tussen Gaston en Leo, omdat Leo het niet kon verkroppen dat Gaston zonder hem was gaan optreden aan de kust. Eens de plooien weer waren gladgestreken en ze behalve het theater- ook hun televisiewerk weer wilden oppikken, bleken ze bij de BRT niet meer welkom. Bob Boon kon niet meer lachen om hun meest recente scenario's en directeur Paul Van Dessel liet weten dat hij niet meer met "gepensioneerde komiekskes" kon blijven werken. Rond diezelfde tijd waren Mike Verdrengh en Guido Depraetere bezig met de opstart van hun commerciële televisiezender VTM. Zij maakten kenbaar Gaston en Leo met open armen te willen ontvangen. Ondanks een tegenvoorstel van toenmalig BRT-kopstuk Jan Geysen, maakten de gekrenkte Gaston en Leo de overstap.
Gaston en Leo werden door VTM op handen gedragen. Ze mochten optreden op het feestelijke openingsgala van de zender en waren er vervolgens wekelijks te zien met de Gaston & Leo Show, een sketchprogramma met een zaalconference als ruggengraat. Het duo werd nog populairder dan voordien en zorgde er mee voor dat de zender wist stand te houden tegen de voorheen almachtige BRT.
Op het hoogtepunt van hun succes sloeg het noodlot echter toe. Gaston kreeg darmkanker en in 1990 werd bij Leo longkanker vastgesteld. Gaston herstelde, maar Leo overleed uiteindelijk op 18 maart 1993. Een half jaar eerder maakten ze hun laatste optreden samen in de eenmalige televisieshow 20 jaar Gaston en Leo, ter ere van hun 20-jarig bestaan als komisch duo.

### Gaston na de dood van Leo
De dood van Leo was een ernstige klap voor Gaston en de franchise die hij samen met Leo had opgebouwd. Hij zette de Gaston & Leo Show nog een tijdje op eigen houtje verder, onder de titel Gaston Berghmans Show, maar kon met dit en andere komische projecten niet meer op hetzelfde succes rekenen. Wat het televisiewerk betreft, gaf hij einde jaren negentig dan ook de sketchfakkel door aan Carry Goossens en Jan Van Dyke (met wie hij voorheen al vaak samenwerkte), die vervolgens met het programma 2 Straten verder startten. Bij wijze van afscheid speelde Berghmans in het eerste seizoen naast hen nog de derde hoofdrol. Enkele jaren later acteerde hij nog een laatste keer op VTM, met een terugkerende rol in de komische dramareeks Dennis.
Gaston trok zich nadien grotendeels terug uit de openbaarheid. Wel werkte hij einde 2006, begin 2007 nog mee aan een reeks biografische televisiespecials onder de naam Gaston 80, en speelde hij in 2008 nog een hoofdrol in de dramatische prent Christmas In Paris. Hij stierf op 21 mei 2016, nadat hij enkele maanden met gezondheidsproblemen in een zorgcentrum verbleef. In de nasleep van zijn dood werd bekend dat hij ondanks zijn jarenlang volharde "definitieve afscheid", even voordien plots weer plannen had gemaakt voor een comeback als sketchacteur. Hij zou op eigen initiatief zich bij het ensemble van het derde seizoen van de VTM-reeks Wat als? voegen, maar haalde de opnameperiode uiteindelijk niet meer.

## Nalatenschap
Vandaag zijn Gaston en Leo nog steeds populair in Vlaanderen. Sedert 2010 zendt VTM onder de naam Comedy Toppers regelmatig compilaties uit van de sketches die ze voor de zender maakten, en deze voortdurende herhalingen scoren, ondanks de intussen soms oubollig overkomende grappen, qua kijkcijfers vaak beter dan nieuwe programma's die op hetzelfde tijdstip worden geprogrammeerd.
Zowel tijdens hun carrière als lang nadien, werd het duo al op diverse manieren geëerd. Zo maakten ze cameo's in stripalbums en staat er in Merksem een standbeeld van het typetje "Joske Vermeulen". In twee komische televisieprogramma's van VTM was er ook een terugkerende parodie rond het duo: door Peter Van den Begin en Stany Crets in Sketch à gogo (als Ramon en Theo) en door Jonas Van Geel en Ivan Pecnik in Tegen de Sterren op.

## Trivia
- Hoewel hun komische rolverdeling het tegenovergestelde kan doen vermoeden, was Leo achter de schermen een eerder makkelijk figuur, terwijl Gaston enorm perfectionistisch was en vaak rond kleine details discussieerde met tegenspelers en productieleden.
- De "Joske Vermeulen"-sketch over een man (Leo) die vanuit een openbare telefooncel belt naar een kind (Gaston als Joske Vermeulen) dat alleen thuis is, kan worden beschouwd als een van de meest bekende komische sketches uit Vlaanderen. Vooral de zin die Joske keer op keer herhaalt: "Joske Vermeulen, Trammezandlei 122, Schoten", staat in het geheugen van jong en oud gegrift. Op 15 juni 2009 werd er in Merksem een standbeeld van Joske Vermeulen onthuld, ontworpen door beeldhouwer Luc Verleu. Hoewel de sketch zich in Schoten afspeelt, werd het beeld in Merksem onthuld, omdat de Trammezandlei zich in werkelijkheid daar bevindt. Toch werd het beeldje niet in die straat geplaatst, maar wel op het gunstiger gelegen Victor Roosensplein.
- De "35 gedeeld door 7"-sketch is een mooie opeenvolging van kleine foutjes in rekenoefeningen (staartdeling, vermenigvuldiging, optellen), waarbij Gaston aan Leo bewijst dat vijfendertig gedeeld door zeven "veertien" oplevert. Het is een van hun meer surrealistische sketches die destijds in de reeks De Kolderbrigade te zien was. De opzet van deze sketch komt uit de film Ma and Pa Kettle Back on the Farm (1951), waarin Pa en Ma beweren dat vijfentwintig gedeeld door vijf "veertien" is.
- Gasten en Leo hebben een cameo in volgende stripalbums:
  - Kiekeboe - De snor van Kiekeboe (1984), waar ze even voorbijwandelen wanneer Kiekeboe opmerkt: "In feite is Antwerpen een gevaarlijke stad voor mij: met al die snorren."
  - Urbanus - De pretparkprutsers (1984), waar ze net als in hun film Zware jongens in een gesticht terechtkomen.
  - Suske en Wiske - De Krimson-crisis (1988), waar ze samen met nog andere bekende Vlamingen meevechten tegen Krimson als "Vlamingen die Vlaanderen nu groot gemaakt hebben".
- In 1984 verscheen ook eenmalig een vedettestrip rond Gaston en Leo, getekend door Jeff Broeckx. Dit eenmalige album bevatte gags van 1 pagina.